# Quốc huy Liên Xô
Biểu tượng quốc gia của Liên Xô (tiếng Nga: Государственный герб Советского Союза, Gosudarstvenny gerb Sovetskogo Soyuza) được lựa chọn vào năm 1923 và được sử dụng cho đến khi Liên Xô tan rã vào năm 1991. Mặc dù về mặt kỹ thuật thì đây là một biểu tượng hơn là một phù hiệu, vì nó không tuân theo các quy tắc văn chương học. Các Cộng hòa Xô viết và Cộng hòa tự trị của Liên Xô đều có quốc huy riêng.

## Lịch sử

### Phiên bản đầu tiên (1923–1936)
Đề án về mẫu biểu tượng quốc gia đầu tiên được chấp thuận vào ngày 6 tháng 7 năm 1923 trong kỳ họp thứ hai của Ủy ban Chấp hành Trung ương và mẫu hình đầu tiên được hoàn thành vào ngày 22 tháng 12 cùng năm đó. Thiết kế này được mô tả trong Hiến pháp Liên Xô 1924: "Biểu tượng quốc gia của Liên bang Cộng hòa Xã hội chủ nghĩa Xô viết bao gồm một cái liềm và một cái búa trên một quả địa cầu được vẽ trong các tia nắng Mặt Trời và khung là các bông lúa mì, với dòng chữ "giai cấp vô sản thế giới, đoàn kết lại!" bằng sáu thứ tiếng: Nga, Ukraina, Belarus, Gruzia, Armenia, Azerbaijan (chữ cái Ả Rập-Ba Tư). Trên đỉnh biểu tượng là một ngôi sao năm cánh." Họa sĩ Ivan Dubasov được mời tham gia đề án vào giai đoạn cuối, ông là người hoàn thành bản vẽ cuối cùng.

### Phiên bản thứ hai (1936–1946)
Theo Hiến pháp Liên Xô 1936, Liên Xô bao gồm 11 nước cộng hòa. Phiên bản quốc huy mới do vậy có 11 ruy băng thể hiện khẩu hiệu quốc gia của Liên Xô trong 11 thứ tiếng, thêm 5 ngôn ngữ Trung Á là Turkmen, Uzbek, Tajik, Kazakh, Kyrgyz.

### Phiên bản thứ ba (1946–1956)
Số nước cộng hòa của Liên Xô tăng lên 16 sau tháng 9 năm 1939, trước khi Chiến tranh Xô-Đức bắt đầu vào tháng 6 năm 1941, song biểu tượng quốc gia chỉ được thay đổi sau chiến tranh. Theo một Quyết định của Đoàn chủ tịch Xô viết Tối cao vào ngày 26 tháng 6 năm 1946, toàn bộ 16 cộng hòa hợp thành đều được thể hiện trên biểu tượng. Khẩu hiệu quốc gia của Liên Xô được thể hiện bằng 16 thứ tiếng trên 16 ruy băng. Các ngôn ngữ được thêm vào là Estonia, Latvia, Litva, Moldova, và Phần Lan. Câu văn bằng các thứ tiếng Azerbaijan, Turkmen, Uzbek, Tajik, Kazakh, Kyrgyz được viết bằng chữ cái Kirin. Trong đó, tiếng Nga được viết trên rải duy bằng bên dưới cùng.

### Phiên bản thứ tư (1956–1991)
Năm 1956, Cộng hòa Xã hội chủ nghĩa Xô viết Karelia-Phần Lan chuyển đổi thành Cộng hòa Xã hội chủ nghĩa Xô viết tự trị Karelia thuộc CHXHCNXV Liên bang Nga, việc này sớm được thể hiện trên biểu tượng quốc gia của Liên Xô. Theo một quyết định của Đoàn chủ tịch Xô viết Tối cao vào ngày 12 tháng 9 năm 1956, ruy băng ghi biểu tượng quốc gia Liên Xô bằng tiếng Phần Lan bị loại bỏ. Ngày 1 tháng 4 năm 1958, Đoàn chủ tịch Xô viết Tối cao quyết định tiến hành một thay đổi nhỏ trong câu văn bằng tiếng Belarus.
Câu văn "Vô sản toàn thế giới, đoàn kết lại!" trên các ruy băng:
| Trái                                                                                      | Phải                                                                                           |
| Turkmen: Әхли юртларың пролетарлары, бирлешиң (Ähli yurtlaryň proletarlary, birleşiň)!    | Estonia: Kõigi maade proletaarlased, ühinege!                                                  |
| Tajik: Пролетарҳои ҳамаи мамлакатҳо, як шавед (Proletarhoi hamai mamlakatho, yak shaved)! | Armenia: Պրոլետարներ բոլոր երկրների, միացե'ք (Proletarner bolor erkrneri, miac'e'k')           |
| Latvia: Visu zemju proletārieši, savienojieties!                                          | Kyrgyz: Бардык өлкөлөрдүн пролетарлары, бириккиле (Bardyk ölkölördün proletarlary, birikkile)! |
| Litva: Visų šalių proletarai, vienykitės!                                                 | Moldova: Пролетарь дин тоатe цериле, уници-вэ (Proletari din toate țerile, uniții-vă)!         |
| Gruzia: პროლეტარებო ყველა ქვეყნისა, შეერთდით (P'rolet'arebo q'vela kveq'nisa, sheertdit)! | Azerbaijan: Бүтүн өлкәләрин пролетарлары, бирләшин (Bütün ölkələrin proletarları, birləşin)!   |
| Uzbek: Бутун дунё пролетарлари, бирлашингиз (Butun dunyo proletarlari, birlashingiz)!     | Kazakh: Барлық елдердің пролетарлары, бірігіңдер (Barlıq elderding proletarları, birigingder)! |
| Ukraina: Пролетарі всіх країн, єднайтеся (Proletari vsikh krayin, yednaytesya)!           | Belarus: Пралетарыі ўсіх краін, яднайцеся (Praletaryi wsikh krain, yadnaytsesya)!              |
| Nga: Пролетарии всех стран, соединяйтесь (Proletarii vsekh stran, soyedinyaytes)!         |                                                                                                |

## Hình ảnh

1922–1931
1931–1936
1936–1946
1946–1956
1956–1991